# The Films
The Films era una banda estadounidense de indie pop rock de Charleston, Carolina del Sur, compuesta por Michael Trent, Kenneth Harris, Jake Sinclair y Adam Blake. Los miembros de la banda se reunieron en la escuela secundaria y en 2006 grabaron/produjeron el EP Being Bored.
Ese mismo año, la banda lanzó su álbum debut Don't Dance Rattlesnake que les valió un gran número de seguidores en Alemania y Japón.
Su siguiente álbum Oh, Scorpio se lanzó en Warner en 2009. Hicieron una gira por Alemania como parte de la gira de Jägermeister Rock Liga en 2009.

## Discografía
- 2007 Being Bored (EP)
- 2007 Don't Dance Rattlesnake
- 2009 Oh, Scorpio